# Tahiti
Tahiti (numele original Otaheite) este insula principală dintre Insulele Societății și cea mai mare insulă din Polinezia franceză. Insula este situată în Pacificul de sud, având capitala în orașul Papeete (26.050 locuitori în 2007). Limba oficială este franceză, care este folosit de 78,4 % din populația insulei. 20,1 % de locuitorii vorbesc o limbă polinezienă (cei mai mulți limba tahitiană).

## Geografie
Insula este formată din două părți de uscat cu o lățime mai mare legate între ele printr-un istm. Partea nordică a insulei „Tahiti-Nui” (Marele Tahiti) este locuită de majoritatea populației insulei pe când partea sudică numită „Tahiti-Iti” (Micul Tahiti) este aproape nelocuită. Insula are o suprafață de 1.042 km² , fiind compusă din roci vulcanice ce ating altitudinea de 2200 m deasupra n.m.. Insula este înconjurat ca un brâu de un atol de corali întrerupt pe alocuri. La nord de Tahiti se află câteva insule mai mici.

## Personalități născute aici
- Teuira Henry (1847 - 1915), etnoloagă, folcloristă, lingvistă, istoric;
- Fabrice Santoro (n. 1972), jucător francez de tenis.

## Galerie de imagini

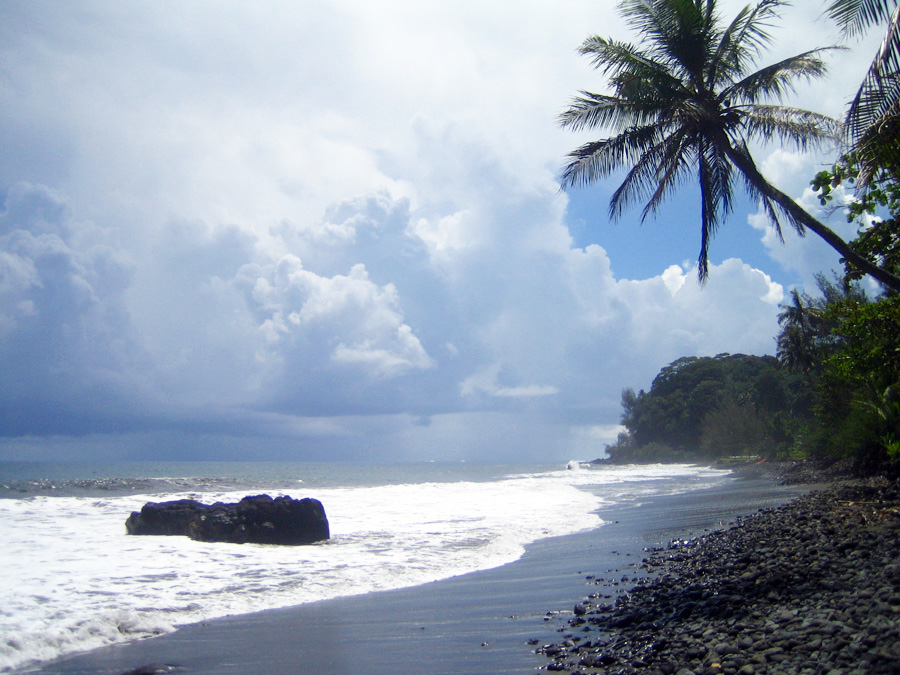
Plajă cu nisip negru
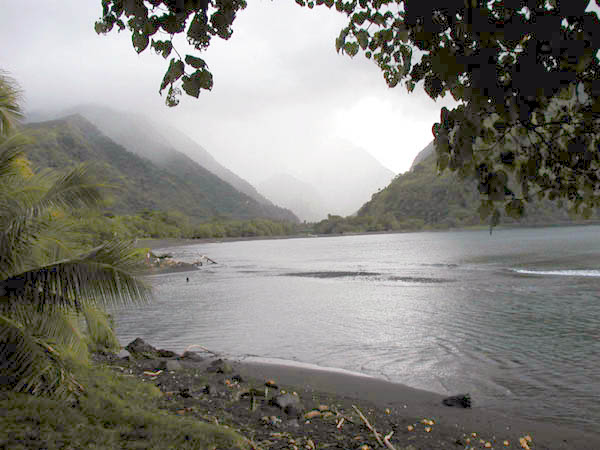
Tautira
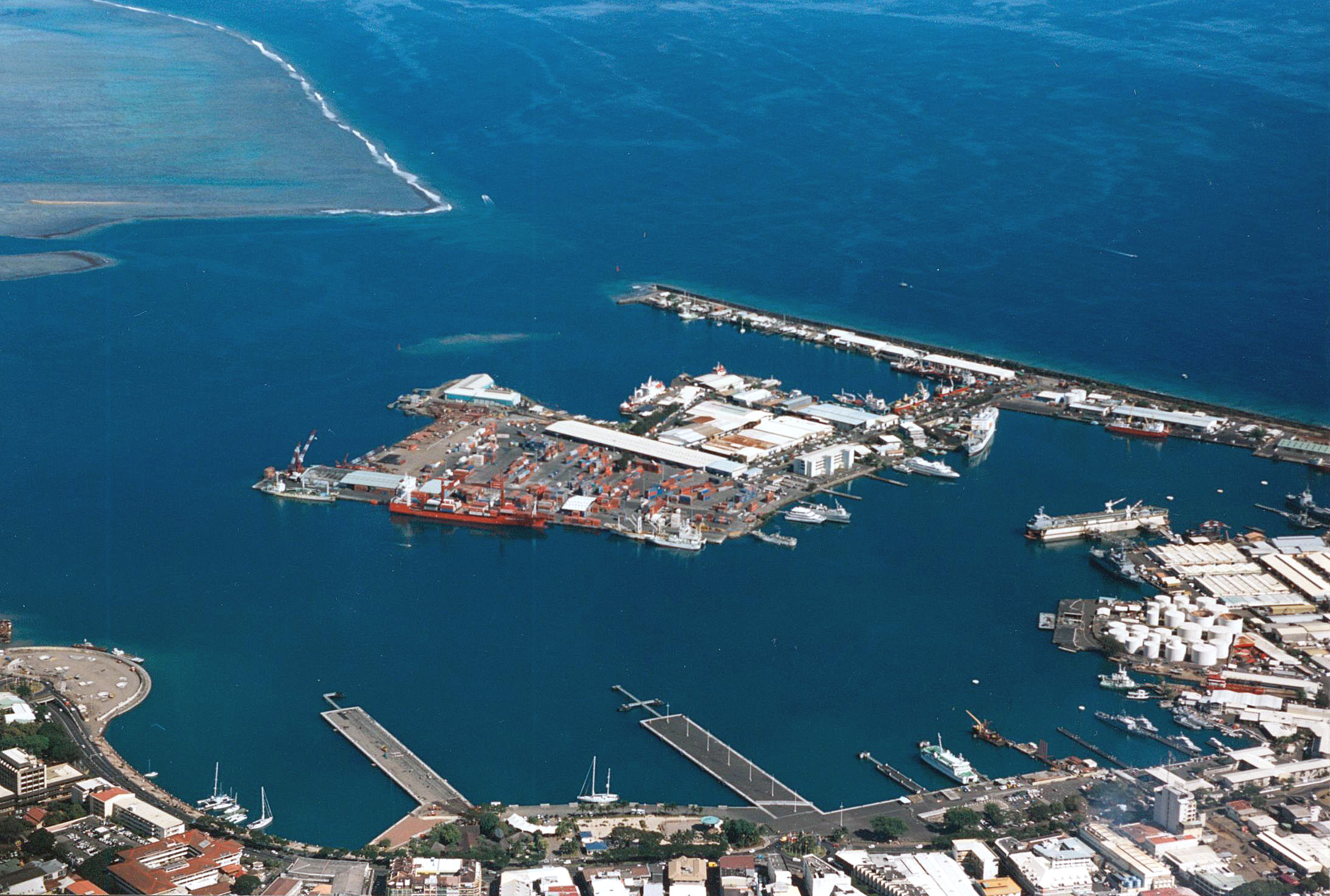
Portul de Papeete
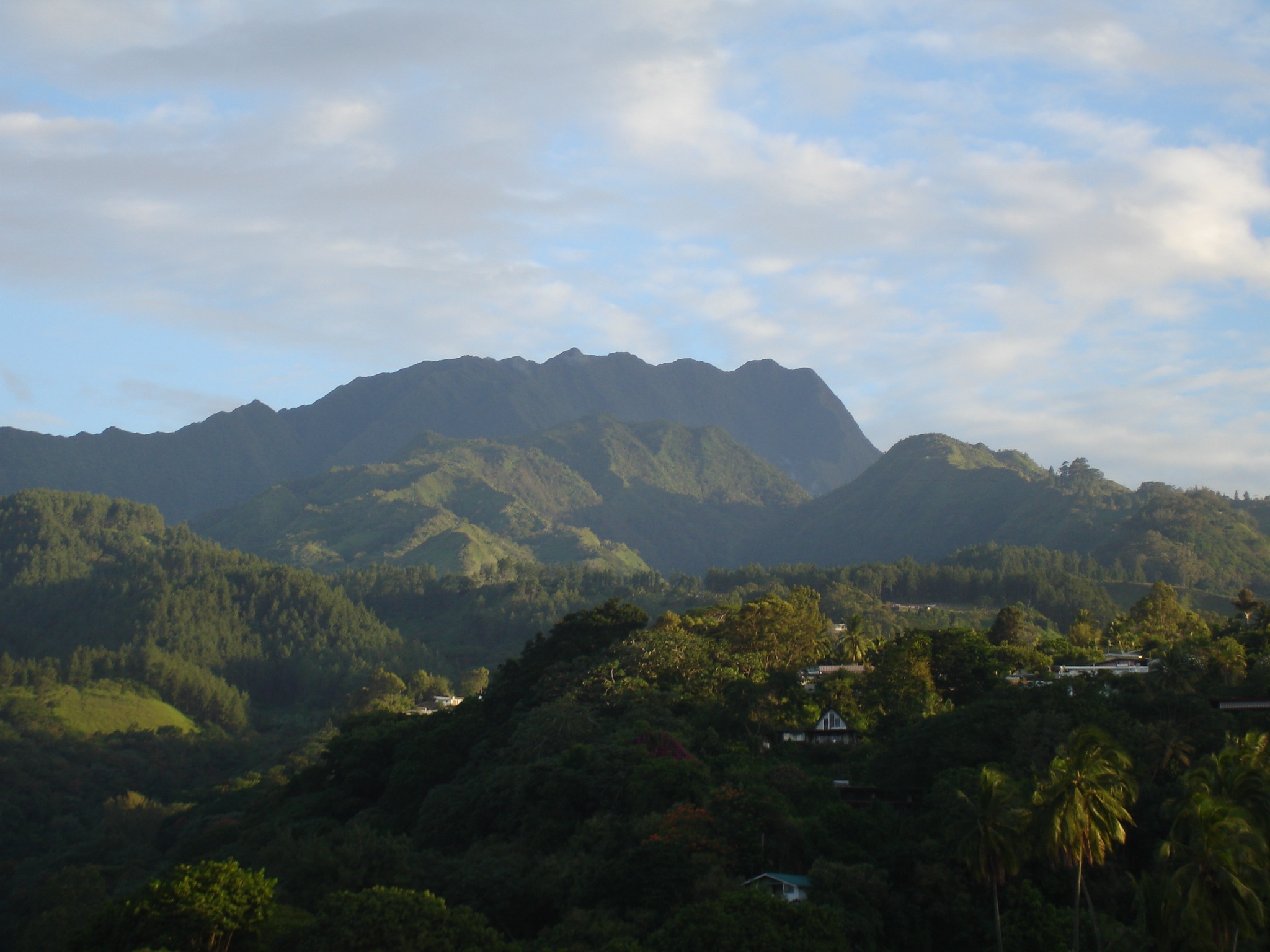
Muntele Aorai
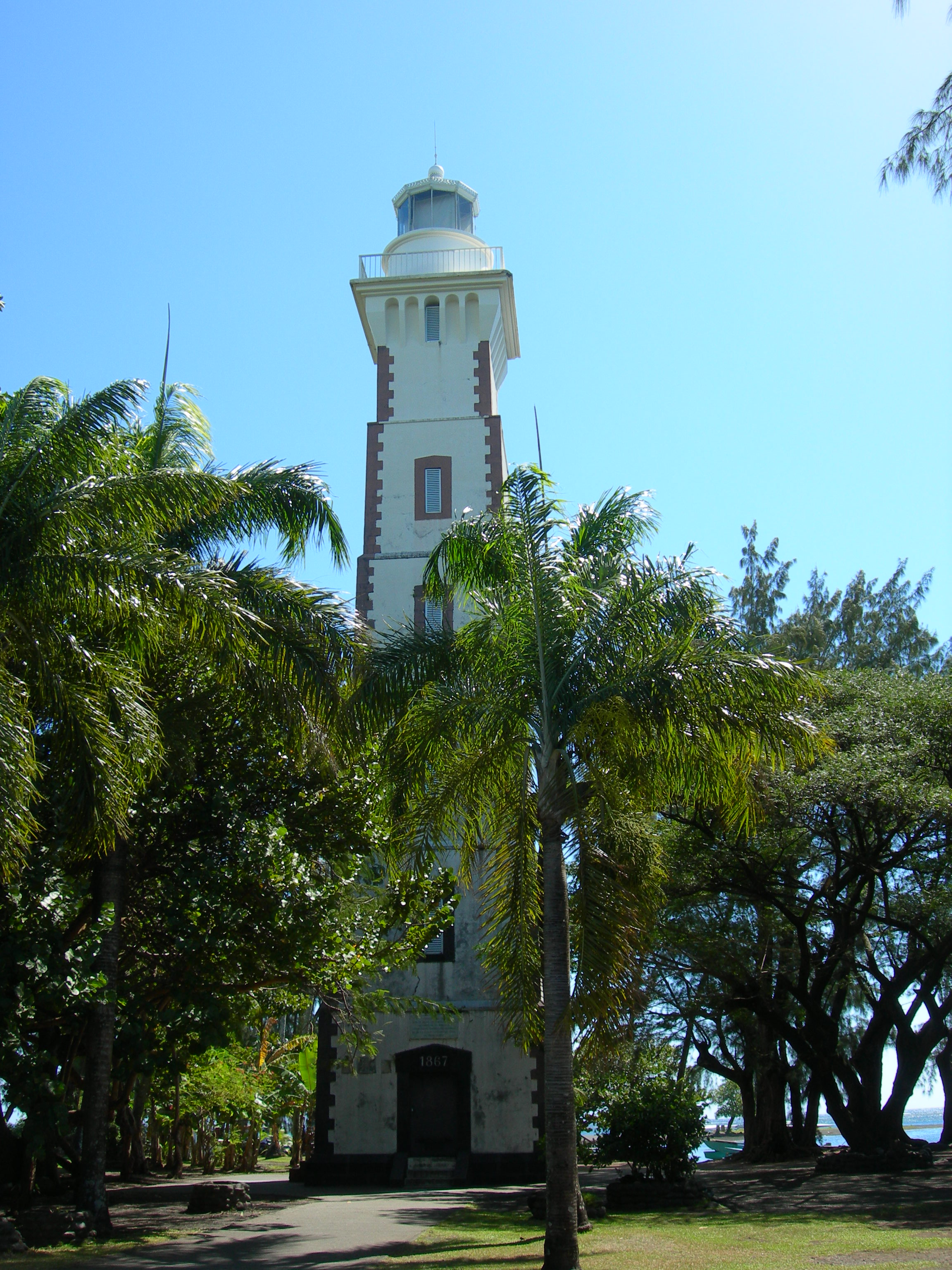
Farul Pointe Vénus
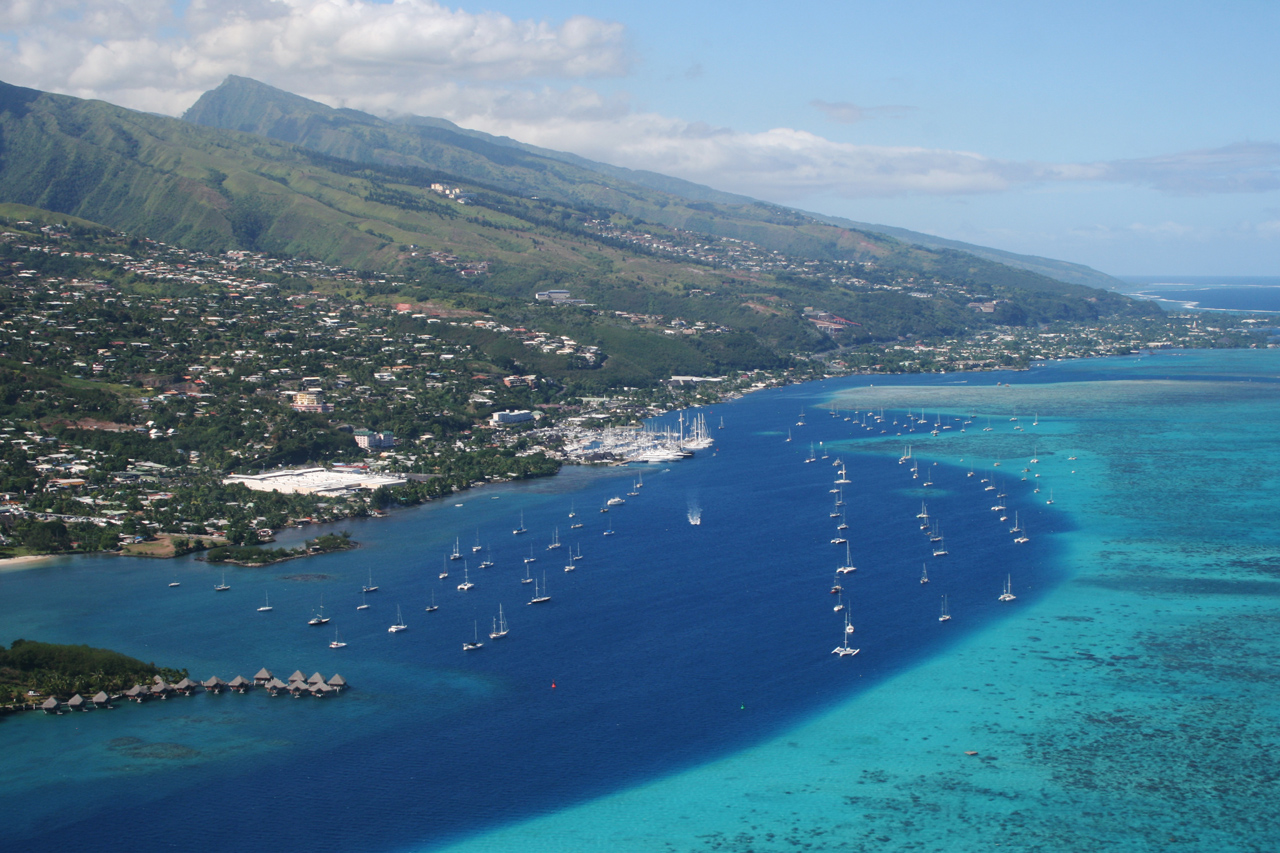
Papeete
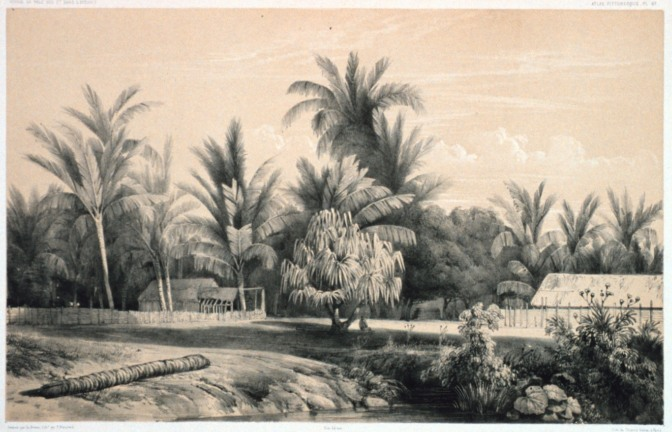
Case ale băştinaşilor prin 1842
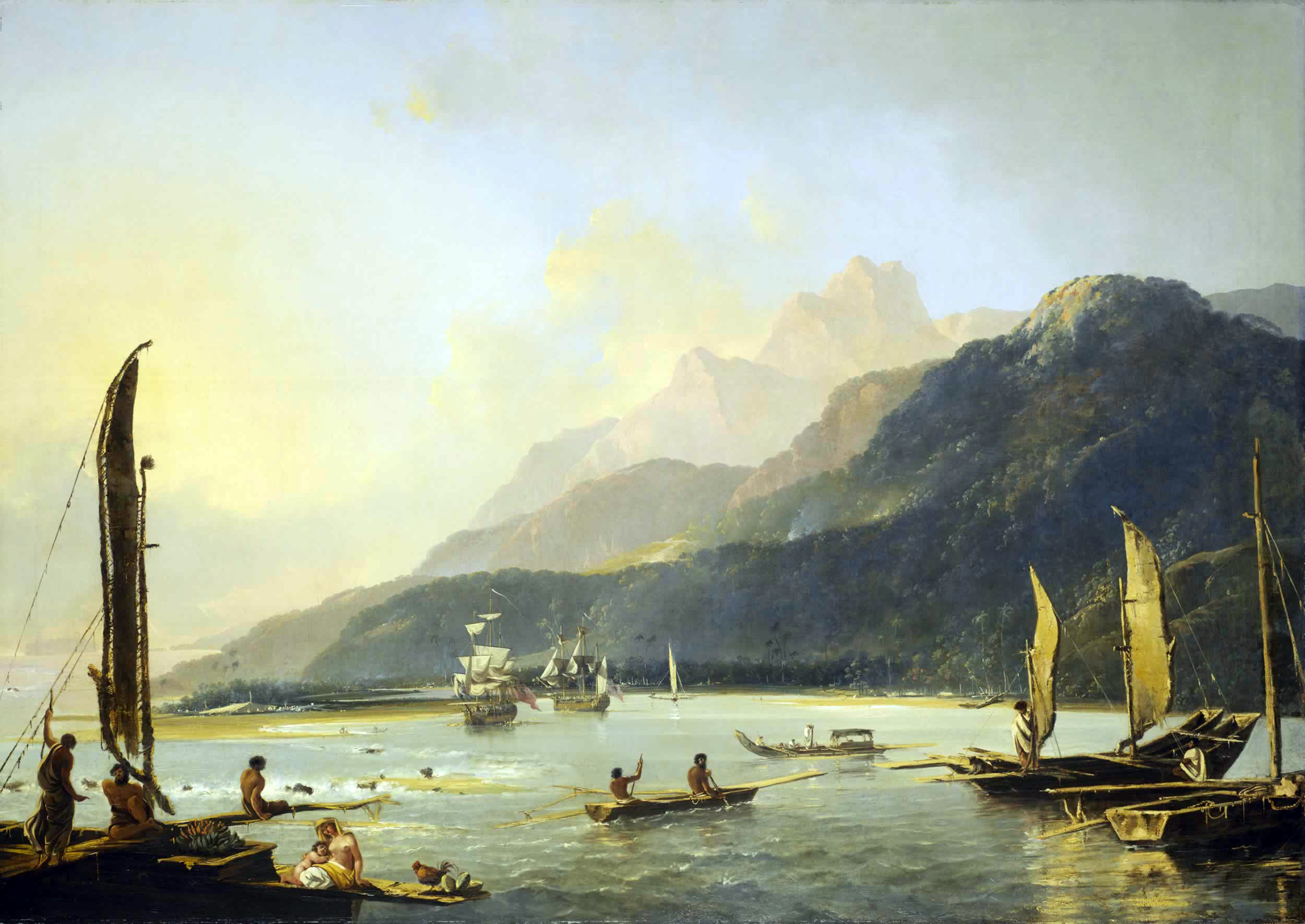
Corăbiile lui James Cook in golful Matawai (de William Hodges 1776)